# Panesthia shelfordi
Panesthia shelfordi är en kackerlacksart som beskrevs av Hanitsch 1923. Panesthia shelfordi ingår i släktet Panesthia och familjen jättekackerlackor. Inga underarter finns listade i Catalogue of Life.